# علوم إلكترونية
العلوم الإلكترونية (eScience) هي العلوم التي تنفذ باستخدام الحوسبة وتُنشر من خلال شبكة حاسوب أو هي تلك العلوم التي تستخدم مجموعات هائلة من البيانات التي تتطلب حوسبة شبكية؛ يتضمن هذا المصطلح أحياناً تقنيات تتيح توزيعاً تعاونياً كشبكة الوصول.
اصطلح هذا المصطلح جون تايلور (وهو مهندس بريطاني في العلوم الإلكترونية)، وقد كان المدير العام لمكتب التكنولوجيا والعلوم في بريطانيا عام 1999. وقد استخدمه لوصف مبادرة تمويل كبيرة بدءاً من تشرين الثاني (نوفمبر) 2000.
منذ ذلك الحين، فُسّر مصطلح «العلوم الإلكترونية» على نطاق واسع، كتطبيق لتكنولوجيا الحاسوب لأداء التحقق العلمي الحديث، بما في ذلك التحضير والتجريب وجمع البيانات ونشر النتائج وتخزين المعلومات لمدد زمنية كبيرة وسهولة الوصول إلى المواد المنتجة من خلال العمليات العلمية.
وقد يشمل ذلك على نمذجة البيانات وتحليلها، حواسيب المختبرات الرقمية \الإلكترونية المحمولة، مجموعات البيانات الخام والمجهّزة، إنتاج المخطوطات وإصدار المسودات، والمطبوعات والمنشورات الإلكترونية".
لخصت العديد من البحوث هذه المخرجات للحفاظ على نتائج أبحاث علمية ممولة من الحكومة الاتحادية بواسطة مكتب البيت الأبيض وسياسة تكنولوجيا العلوم في شباط (فبراير) 2013، وكان من ضمنها أن بعض (وليس الكل) منتجات مخرجات العلوم الإلكترونية المذكورة آنفاً كان مقرر الحفاظ عليها والوصول إلى المتطلبات.
تتضمن العلوم الإلكترونية فيزياء الجسيمات وعلوم الأرض والمحاكاة الاجتماعية. تتمتع فيزياء الجسيمات ببنية تحتية علمية متطورة، نظراً لحاجتها إلى تسهيلات حوسبة كافية لتحليل النتائج وتخزين البيانات الناتجة عن سرن مصادم الهدرونات الكبير، الذي بدء بتلقيمه بالبيانات في 2009. تشمل العلوم الإلكترونية ما يعرف بـ «البيانات الكبيرة» التي أحدثت ثورة علمية.. اعتباراًمن 2013، بدأ مصادم هادرون الكبير في سيرن بإنتاج حوالي 780 تيرا بايت من البيانات سنوياً، كما أنتج مسح Sloan Digital Sky حوالي 60 تيرا بايت مؤخراً. ومن حقول العلوم الحديثة الأخرى التي تنتج كميات هائلة من البيانات: علم الأحياء الحاسوبي، المعلومات الحيوية وعلم الجينيوم.